# الجريبات (صنعاء)

تعديل مصدري - تعديل

الجريبات هي إحدى قرى الجمهورية اليمنية. وهي تتبع جغرافيًا لمحافظة صنعاء. وإداريًا لمديرية خولان. يبلغ تعداد سكانها 940 نسمة حسب الإحصاء الذي جرى عام 2004.